# Štikovo
Štikovo falu Horvátországban Šibenik-Knin megyében. Közigazgatásilag Drnišhez tartozik.

## Fekvése
Knintől légvonalban 17, közúton 29 km-re délkeletre, községközpontjától légvonalban 14, közúton 15 km-re északkeletre, Dalmácia középső részén, a Svilaja-hegység és a Kozjak-hegység között fekszik.

## Története
A régészeti leletek tanúsága szerint területén már a történelem előtti időktől fogva folyamatosan éltek emberek. Ezt igazolja az itt megtalált két erődített település és számos halomsír. Az ókori életről az utak és az ókori emberi jelenlét maradványai adnak bizonyságot. A középkori leletek közül a legjelentősebb V. Konstantin bizánci császár aranypénze a 8. századból. A falu felett a Kozjak déli oldalán vár romjai találhatók, melyet a korabeli velencei források is megemlítenek 1626-ban "Sticovo loco murato ma disabitato" alakban. Területét 1522-ben foglalta el a török. 1683-ban a velencei hadak szabadították fel a török uralom alól. 1797-ben a Velencei Köztársaság megszűnésével a Habsburg Birodalom része lett. 1806-ban Napóleon csapatai foglalták el és 1813-ig francia uralom alatt állt. Napóleon bukása után ismét Habsburg uralom következett, mely az első világháború végéig tartott. A falunak 1857-ben 496, 1910-ben 741 lakosa volt. Az első világháború után előbb a Szerb Királyság, majd rövid ideig az Olasz Királyság, ezután a Szerb-Horvát-Szlovén Királyság, majd Jugoszlávia része lett. A második világháború idején súlyos károk érték a települést. 1941. december 19-én Momčilo Đujić vezetésével mintegy 1300-1400 csetnik fegyveres támadta meg a települést, melyet mindössze 22 fegyveres védett. Mikor másnapra az ellenállást legyűrték 11 horvát lakost mészároltak le. 1991-ben lakóinak 90 százaléka szerb, 8 százaléka horvát nemzetiségű volt. A délszláv háború során szerb lakói csatlakoztak a Krajinai Szerb Köztársasághoz. A horvát hadsereg 1995 augusztusában a Vihar hadművelet során foglalta vissza a települést. 2011-ben mindössze 45 lakosa volt.

## Lakosság

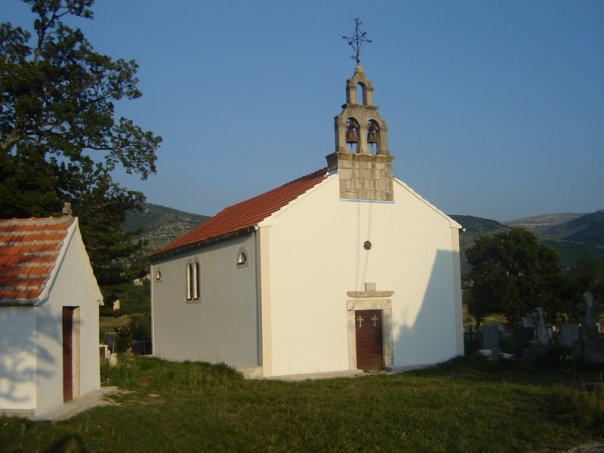
A Szent Lukács pravoszláv templom

| Lakosság változása | Lakosság változása | Lakosság változása | Lakosság változása | Lakosság változása | Lakosság változása | Lakosság változása | Lakosság változása | Lakosság változása | Lakosság változása | Lakosság változása | Lakosság változása | Lakosság változása | Lakosság változása | Lakosság változása | Lakosság változása |
| ------------------ | ------------------ | ------------------ | ------------------ | ------------------ | ------------------ | ------------------ | ------------------ | ------------------ | ------------------ | ------------------ | ------------------ | ------------------ | ------------------ | ------------------ | ------------------ |
| 1857               | 1869               | 1880               | 1890               | 1900               | 1910               | 1921               | 1931               | 1948               | 1953               | 1961               | 1971               | 1981               | 1991               | 2001               | 2011               |
| 496                | 509                | 496                | 626                | 739                | 741                | 740                | 830                | 741                | 763                | 749                | 673                | 498                | 360                | 82                 | 45                 |

## Nevezetességei
- Szent Lukács evangélista tiszteletére szentelt pravoszláv temploma.[5] Egyhajós, nyugat-keleti tájolású, hosszúkás épület félköríves apszissal. A hajót nyeregtető, az apszist pedig félkupola borítja kőlap burkolattal. A homlokzaton egy egyszerű, téglalap alakú főportál található, amelyet kőkeretttel láttak el. A templom eredetileg középkori, román stílusú épület, amelyet a török utáni időszakban alakítottak át késő barokk stílusban. A közelmúltbeli átalakítások eredeti hangulatát megváltoztatták. A templom körül temető található.
- Középkori vár maradványai a Kozjak-hegy déli oldalán.